# Hrvatska vojna krajina
Hrvatska vojna krajina (njem. Krabatische Graenitz), naziv za zapadni dio Vojne krajine u sastavu Habsburške monarhije, koji je do osnivanja militariziranog područja pripadao teritoriji Kraljevine Hrvatske. Potkraj 16. stoljeća počeo se, zbog porasta važnosti grada Karlovca, ustaljivati naziv Karlovački generalat za teritorij Hrvatske krajine. Godine 1873. demilitariziran je prostor Vojne krajine, uključujući i njen zapadni dio, ranije poznat pod imenom Hrvatske krajine, a 1881. godine, čitava je Vojna krajina ukinuta i prisjedinjena Kraljevini Hrvatskoj i Slavoniji.

## Povijest
Prostor Vojne krajine počinje se oblikovati od druge polovice 15. stoljeća zbog osvajačkog pritiska osmanske vojne sile. Poslije pada Kraljevine Bosne pod tursku vlast 1463. godine, hrvatsko-ugarski kralj Matija Korvin (1459. – 1490.) osnovao je 1469. godine Senjsku kapetaniju kao preteču ugarskog obrambenog sustava prema Osmanlijama u Bosni, s ciljem zaštite središnjih dijelova Hrvatskog kraljevstva. Nakon poraza na Krbavskom polju 1493. godine i pogiblje hrvatsko-ugarskog kralja Ludovika II. Jagelovića 1526. godine na Mohačkom polju, osmanske snage su znatno uznapredovale prema zapadu te je osiromašeno i oslabljeno hrvatsko plemstvo počelo predavati svoje utvrde kralju.
Godine 1527. hrvatsku krunu dobio je, privolom hrvatskog sabora austrijski nadvojvoda Ferdinand Habsburški (1527. – 1564.), koji se obvezao novčano i vojno potpomagati Kraljevinu Hrvatsku. Međutim, nakon pada niza hrvatskih teritorija, zbog čega su se osmanske postrojbe približile granici unutaraustrijskih zemalja, Ferdinand I. je 1553. godine donio odluku o sustavnom uređenju Vojne krajine. Tada je vrhovni krajiški zapovjednik Ivan Lenković podijelio krajiško područje na Hrvatsku krajinu i Slavonsku krajinu, koje su imale zadatak štititi Kranjsku i Korušku i ono što je ostalo od hrvatskog teritorija.
Hrvatska krajina prostirala se od rijeke Kupe do Jadranskog mora i obuhvaćala je važne utvrde poput Hrastovice, Gline, Cetina, Slunja, Drežnika, Ogulina i Modruša. Njen primorski dio sačinjavao je od 17. stoljeća Primorsku krajinu u kojoj su važne utvrde bile Senj, Otočac, Brinje i Brlog.
Kralj Rudolf II. (1576. – 1608.) je 1577. godine prepustio upravu nad cjelokupnom Vojnom krajinom nadvojvodi Karlu koji je iduće godine odlučio da će Hrvatsku krajinu financirati Kranjska, Koruška i Gorica. Istodobno, osnovano je Dvorsko ratno vijeće u Grazu koje je postalo vrhovno vojno zapovjedništvo Vojne krajine. Godine 1579. bio je izgrađen Karlovac kao glavna utvrda Hrvatske vojne krajine te je uskoro nakon osnivanja postao glavno sjedište te krajine zbog čega se ona s vremenom počela nazivati Karlovački generalat.

## Ustrojstvo Hrvatske vojne krajine u 16. stoljeću
Hrvatska vojna krajina sastojala se od sljedećih kapetanija:
1. hrastovička
2. ogulinska
3. bihaćka
4. senjska

## Vanjske poveznice
- Vojna krajina Hrvatska enciklopedija